# Lijst van nummer 1-hits in Duitsland in 2014
Deze hits stonden in 2014 op nummer 1 in de Musikmarkt Top 100, de bekendste hitlijst in Duitsland.
| Datum        | Artiest                               | Titel                                           |
| ------------ | ------------------------------------- | ----------------------------------------------- |
| 3 januari    | Pitbull & Ke$ha                       | Timber                                          |
| 10 januari   | Pitbull & Ke$ha                       | Timber                                          |
| 17 januari   | Pharrell Williams                     | Happy                                           |
| 24 januari   | Pharrell Williams                     | Happy                                           |
| 31 januari   | Pharrell Williams                     | Happy                                           |
| 7 februari   | Pharrell Williams                     | Happy                                           |
| 14 februari  | Pharrell Williams                     | Happy                                           |
| 21 februari  | Pharrell Williams                     | Happy                                           |
| 28 februari  | Mr. Probz                             | Waves (Robin Schulz remix)                      |
| 7 maart      | Pharrell Williams                     | Happy                                           |
| 14 maart     | Pharrell Williams                     | Happy                                           |
| 21 maart     | Mr. Probz                             | Waves (Robin Schulz remix)                      |
| 28 maart     | Mr. Probz                             | Waves (Robin Schulz remix)                      |
| 4 april      | Mr. Probz                             | Waves (Robin Schulz remix)                      |
| 11 april     | Clean Bandit & Jess Glynne            | Rather be                                       |
| 18 april     | Clean Bandit & Jess Glynne            | Rather be                                       |
| 25 april     | Clean Bandit & Jess Glynne            | Rather be                                       |
| 2 mei        | Clean Bandit & Jess Glynne            | Rather be                                       |
| 9 mei        | Andreas Bourani                       | Auf uns                                         |
| 16 mei       | Aneta Sablik                          | The one                                         |
| 23 mei       | Cro                                   | Traum                                           |
| 30 mei       | Cro                                   | Traum                                           |
| 6 juni       | Cro                                   | Traum                                           |
| 13 juni      | Cro                                   | Traum                                           |
| 20 juni      | Lilly Wood & The Prick & Robin Schulz | Prayer in C (Robin Schulz remix)                |
| 27 juni      | Lilly Wood & The Prick & Robin Schulz | Prayer in C (Robin Schulz remix)                |
| 4 juli       | Lilly Wood & The Prick & Robin Schulz | Prayer in C (Robin Schulz remix)                |
| 11 juli      | Lilly Wood & The Prick & Robin Schulz | Prayer in C (Robin Schulz remix)                |
| 18 juli      | Lilly Wood & The Prick & Robin Schulz | Prayer in C (Robin Schulz remix)                |
| 25 juli      | Andreas Bourani                       | Auf uns                                         |
| 1 augustus   | Marlon Roudette                       | When the beat drops out                         |
| 8 augustus   | Marlon Roudette                       | When the beat drops out                         |
| 15 augustus  | David Guetta & Sam Martin             | Lovers on the sun                               |
| 22 augustus  | David Guetta & Sam Martin             | Lovers on the sun                               |
| 29 augustus  | David Guetta & Sam Martin             | Lovers on the sun                               |
| 5 september  | David Guetta & Sam Martin             | Lovers on the sun                               |
| 12 september | David Guetta & Sam Martin             | Lovers on the sun                               |
| 19 september | David Guetta & Sam Martin             | Lovers on the sun                               |
| 26 september | David Guetta & Sam Martin             | Lovers on the sun                               |
| 3 oktober    | The Avener                            | Fade out lines                                  |
| 10 oktober   | Meghan Trainor                        | All about that bass                             |
| 17 oktober   | Meghan Trainor                        | All about that bass                             |
| 24 oktober   | Meghan Trainor                        | All about that bass                             |
| 31 oktober   | Meghan Trainor                        | All about that bass                             |
| 7 november   | Meghan Trainor                        | All about that bass                             |
| 14 november  | Meghan Trainor                        | All about that bass                             |
| 21 november  | David Guetta & Sam Martin             | Dangerous                                       |
| 28 november  | David Guetta & Sam Martin             | Dangerous                                       |
| 5 december   | Band Aid 30                           | Do they know it's Christmas? (Deutsche version) |
| 12 december  | Band Aid 30                           | Do they know it's Christmas? (Deutsche version) |
| 19 december  | David Guetta & Sam Martin             | Dangerous                                       |
| 26 december  | David Guetta & Sam Martin             | Dangerous                                       |